# Basket Trapani
Club Sportivo Pallacanestro Trapani Ssd Arl – włoski zawodowy klub koszykarski z siedzibą w Trapani. Klub założono w 1962 roku, ale w 1997 musiał ogłosić bankructwo, wycofać się z ligi i jako nowy podmiot uzyskać zgodę na grę w rozgrywkach.

## Historia
Klub z Trapani od 1962 roku powoli budował klub na miarę awansu do Lega Basket A. W końcu los się do nich uśmiechnął w sezonie 1989/90, kiedy Pallacanestro awansował z Serii B1 do Serii A2 (z trzeciej do drugiej ligi).
Sezon na zapleczu ekstraklasy nie był najlepszy, bo w fazie zasadniczej koszykarze tego zespołu zajęli dopiero ósmą pozycję. Jednak w fazie play-off Pallacanestro zdołało wywalczyć historyczny awans do Serie A1. 
Klub natychmiast zainwestował wielkie pieniądze w celu pozyskania dobrych koszykarzy. Jednym z nich był Wendell Alexis.
Klub jednak nie osiągnął zamierzonego celu i mimo inwestycji zespół zajął trzecie miejsce od końca i w fazie play-out spadł z rozgrywek. Dalsze losy były tego konsekwencją.
Klub z roku na rok miał coraz to większe problemy finansowe, a w 1996 roku spadł nawet do Serii B1. Rok później ogłosił bankructwo i powołał nowy podmiot - Basket Trapani.
W klubie grali m.in. Wendell Alexis, Augusto Binelli i Riccardo Morandotti.